# (25593) Camillejordan
(25593) Camillejordan (1999 YA5) – planetoida z pasa głównego asteroid okrążająca Słońce w ciągu 3,62 lat w średniej odległości 2,36 j.a. Odkryta 28 grudnia 1999 roku.